# Remance
Remance è un comune (corregimiento) della Repubblica di Panama situato nel distretto di San Francisco, provincia di Veraguas. Si estende su una superficie di 78,4 km² e conta una popolazione di 1.618 abitanti (censimento 2010).